# Stari Ledinci

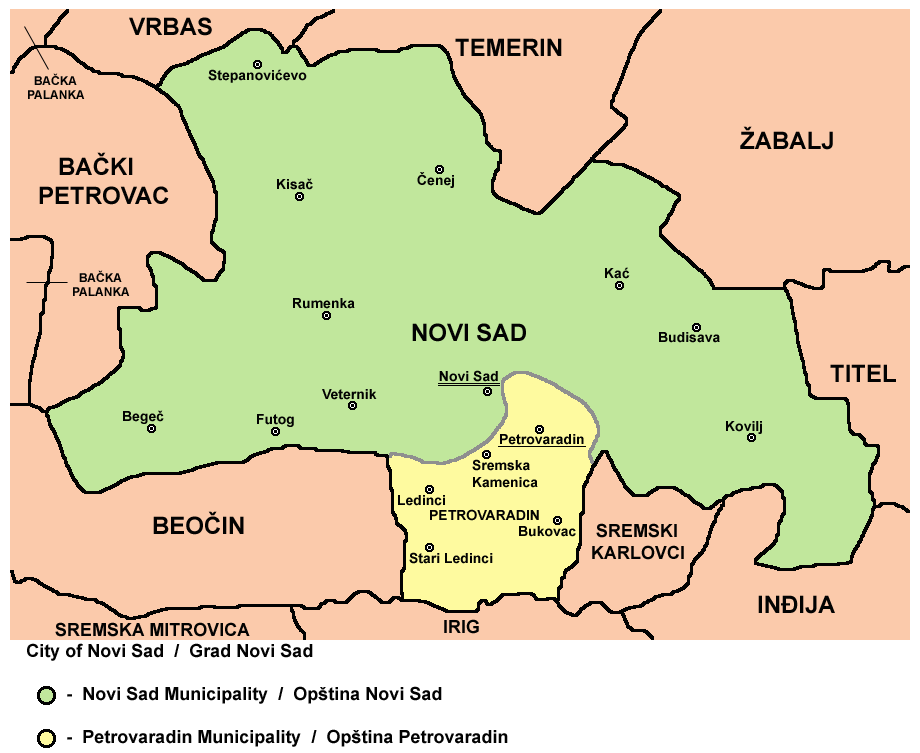
L'agglomération de Novi Sad, localisation du village dans la Ville

Stari Ledinci (en serbe cyrillique : Стари Лединци) est un village de Serbie situé dans la province autonome de Voïvodine. Il fait partie de la municipalité urbaine de Petrovaradin, sur le territoire de la ville de Novi Sad et dans le district de Bačka méridionale. Au recensement de 2011, il comptait 934 habitants.

## Géographie
Bien qu'il fasse partie du district de Bačka méridionale, le village est situé dans la région de Syrmie. À proximité se trouve le lac de Ledinci.

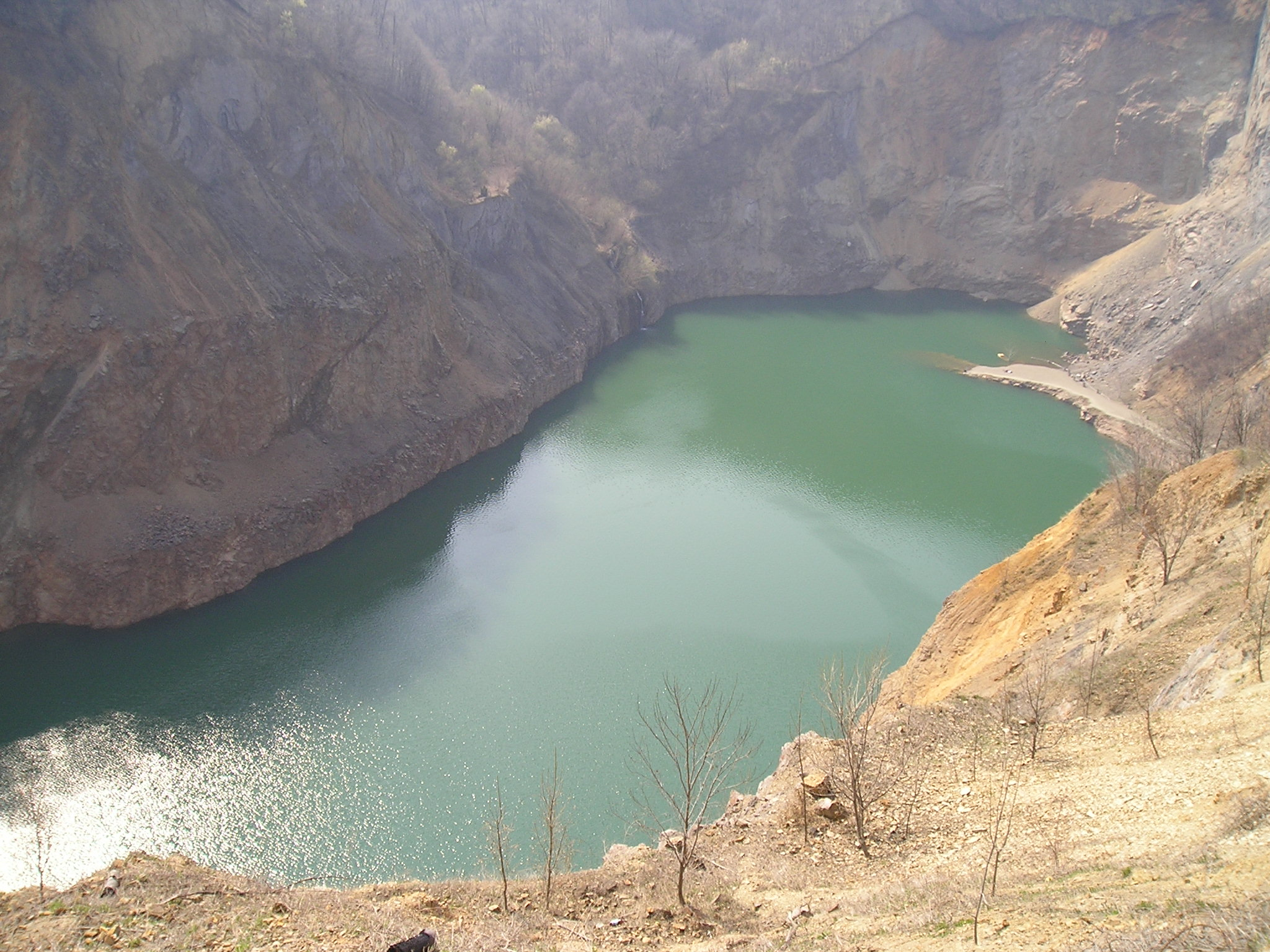
Le lac de Ledinci

## Histoire
Stari Ledinci a probablement été fondé au XIIIe siècle. Dans un document daté de 1372, le secteur de Ledinci was named est désigné comme « une région serbe » ; un document de 1438, précise que ce territoire est habité par des « schismatiques » (Chrétiens orthodoxes).
Selon la tradition, Ledinci faisait partie des possessions du despote serbe Jovan Branković (1496-1502), qui fit donation du village au monastère de Rakovac. Les habitants serbes de cette partie de la Syrmie sont également mentionnés lors de la révolte de György Dózsa en 1514.
Sous la domination ottomane, au XVIIe siècle, un spahi turc, Mehmed-aga, est mentionné comme le maître du village. À la fin du XVIIe siècle, le village passa sous l'autorité des Habsbourg. En revanche, Ledinci n'est mentionné dans les registres d'imposition que dans la première moitié du XVIIIe siècle ; les habitants de la région sont alors désignés par le terme de « Serbes libres » (Freie Ratzen), en raison de leur tendance à la désobéissance.
À partir de 1918, le village fit partie du royaume des Serbes, Croates et Slovènes, qui, en 1929, prit le nom de royaume de Yougoslavie. Pendant la Seconde Guerre mondiale, le village fut brûlé par les nazis. Après la guerre, il fut reconstruit mais à un nouvel emplacement, près du Danube ; ce nouveau village porte aujourd'hui le nom de Novi Ledinci, le « nouveau Ledinci ». Cependant, une partie de la population revint s'installer dans l'ancien village, qui fut reconstruit ; ce village porte le nom de Stari Ledinci, le « vieux Ledinci ».

## Démographie

### Évolution historique de la population
| 1948 | 1953 | 1961 | 1971 | 1981 | 1991 | 2002 | 2011 |
| ---- | ---- | ---- | ---- | ---- | ---- | ---- | ---- |
| 233  | 267  | 338  | 399  | 570  | 642  | 823  | 934  |

|  |

### Données de 2002
Pyramide des âges (2002)
En 2002, l'âge moyen de la population était de 37,3 ans pour les hommes et 36,2 ans pour les femmes.
Répartition de la population par nationalités (2002)

### Données de 2011
En 2011, l'âge moyen de la population était de 41,1 ans, 41,5 ans pour les hommes et 40,6 ans pour les femmes.

## Tourisme
Sur le territoire du village se trouvent plusieurs monuments culturels classés : les ruines de l'église médiévale de Klisa, et un ensemble de fontaines turques qui remonte au XVIIIe siècle,. L'église de la Translation des reliques de Saint-Nicolas a été construite en 1829.

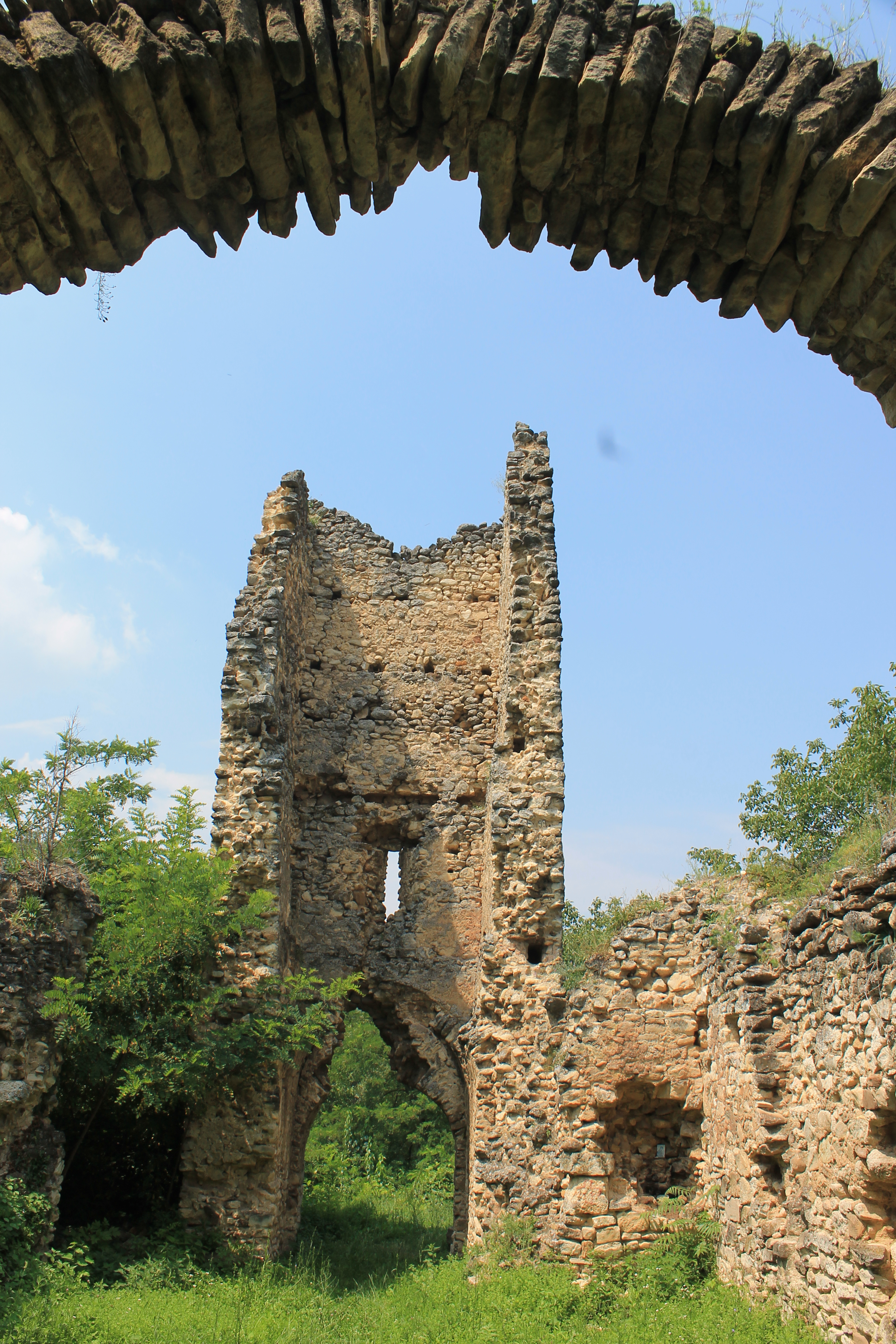
Les ruines de l'église médiévale de Klisa.
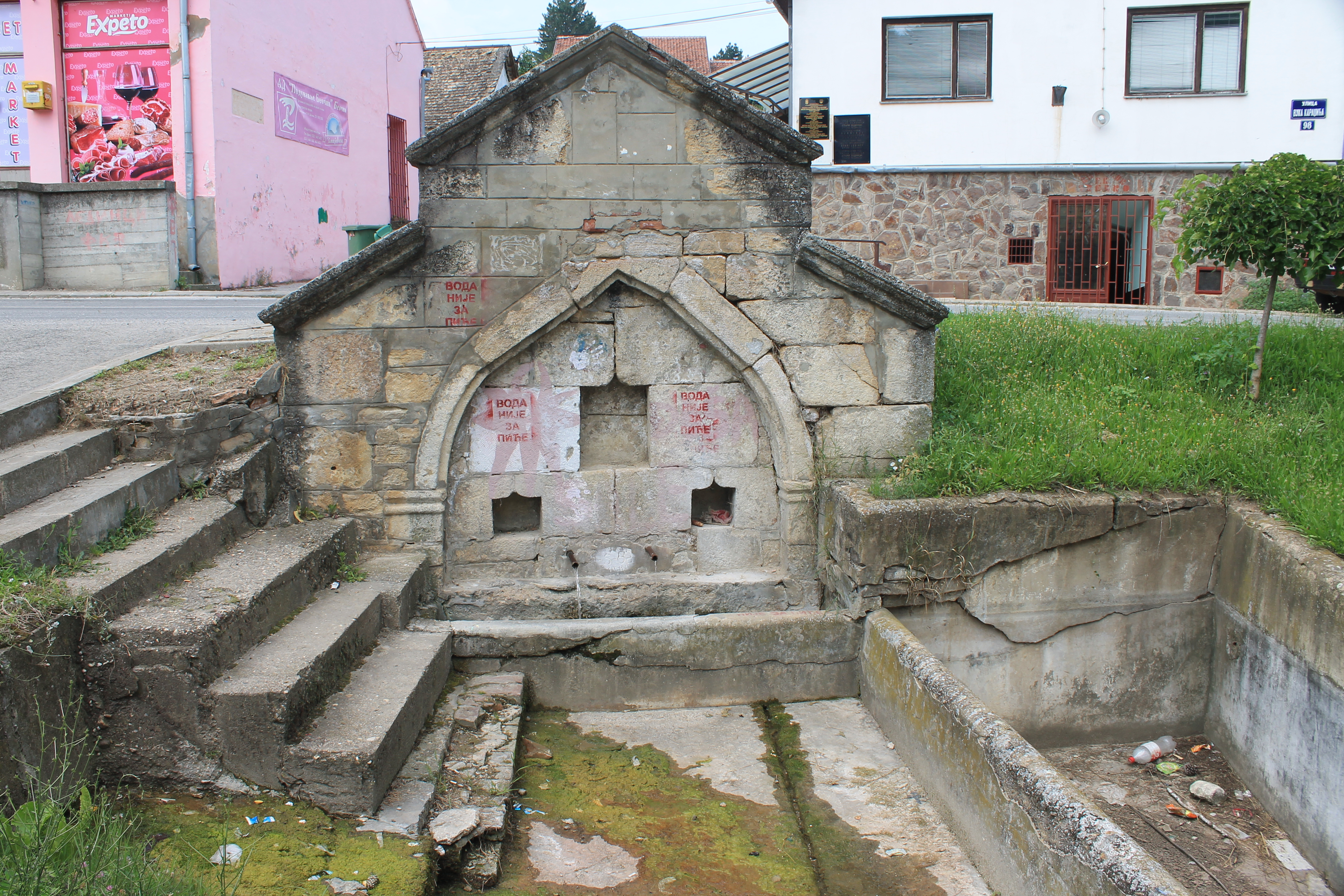
Une fontaine turque à Stari Ledinci
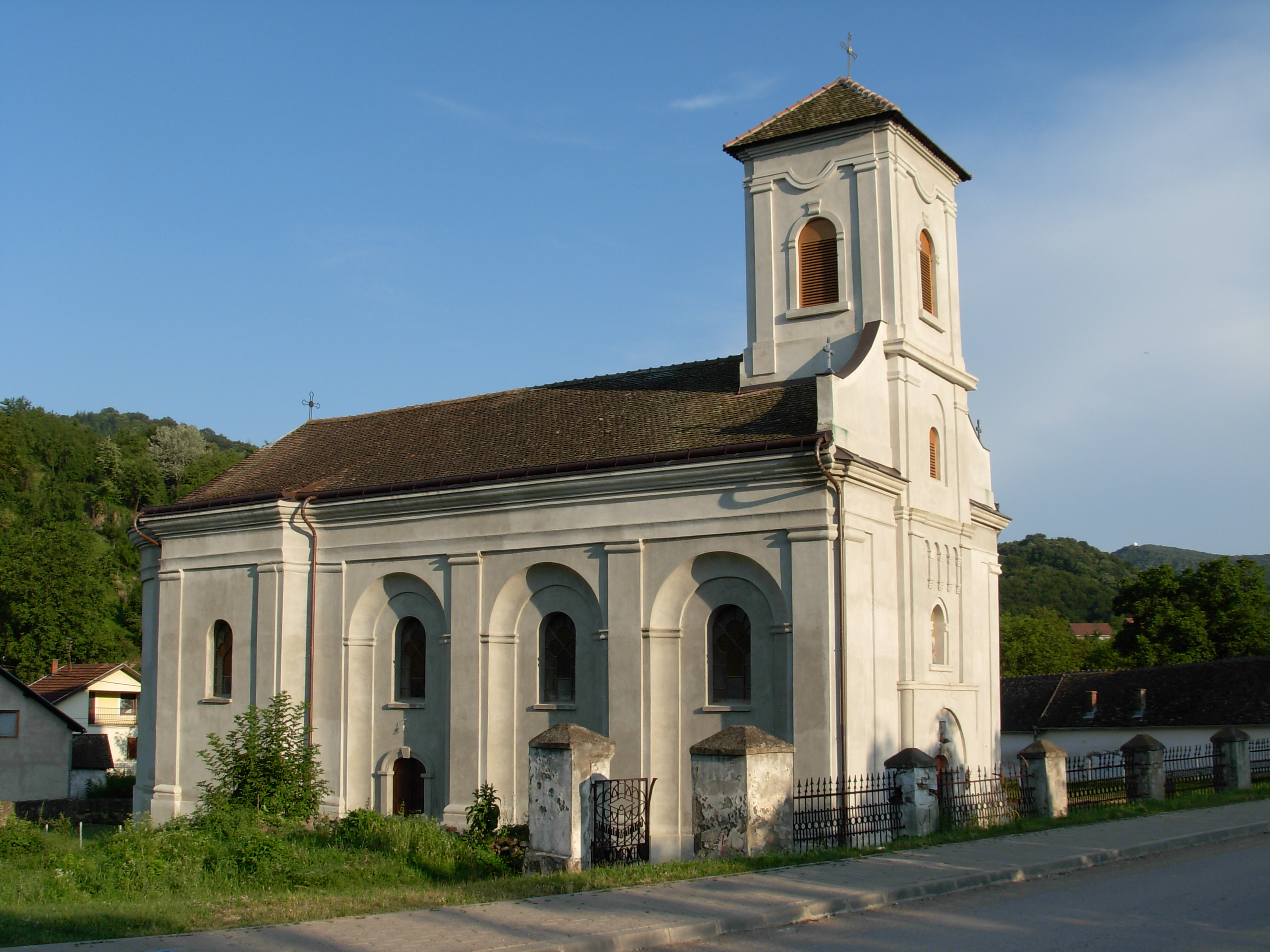
L'église de la Translation des reliques de Saint-Nicolas